# Hyposada aspersa
Hyposada aspersa là một loài bướm đêm trong họ Erebidae.

## Hình ảnh

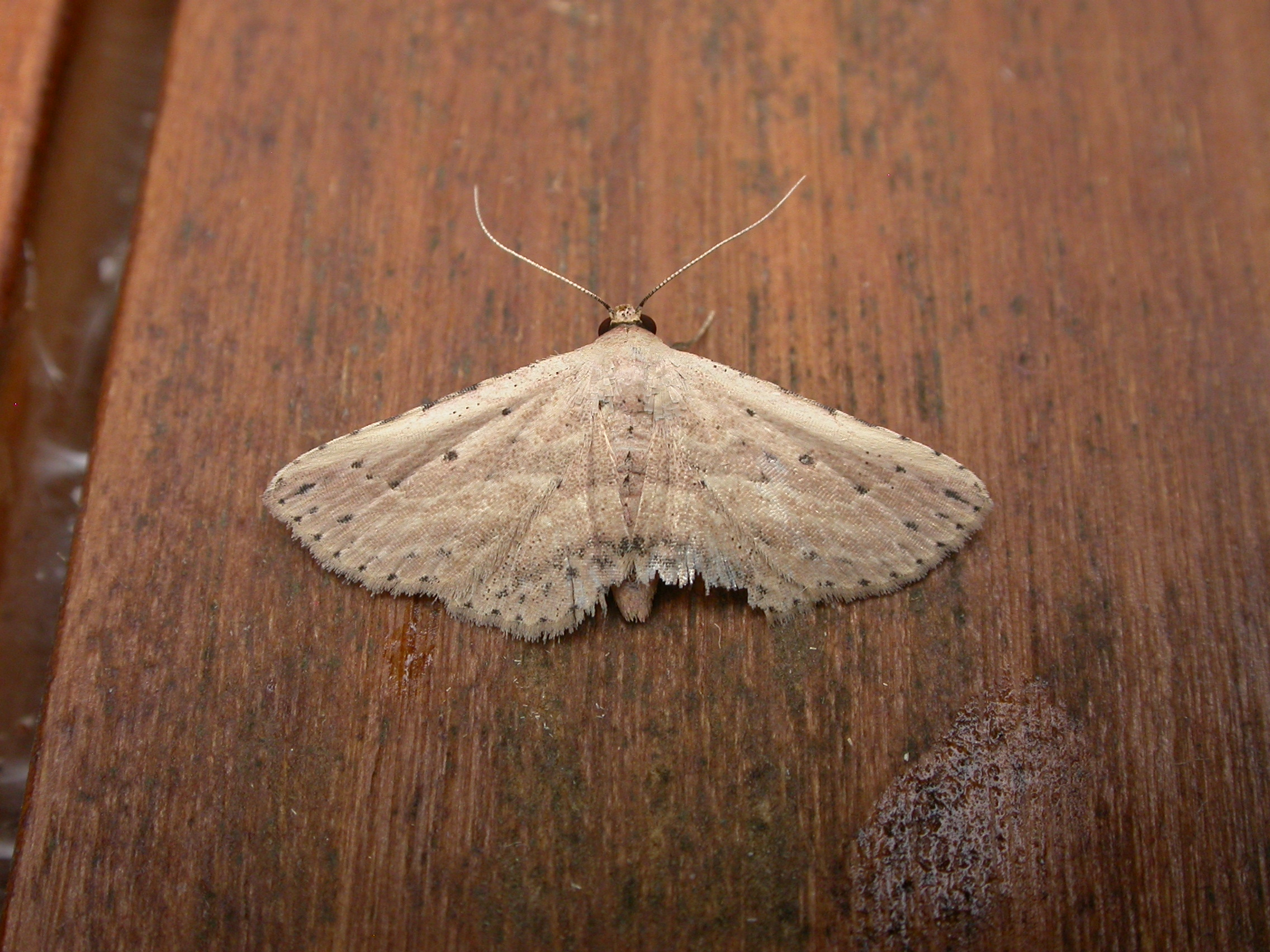